# Dekanat słomnicki
Dekanat słomnicki – jeden z 33 dekanatów rzymskokatolickiej diecezji kieleckiej. Tworzy go 11 parafii:
- Goszcza – pw. św. Wawrzyńca diak. m.
- Kacice – pw. Matki Bożej Częstochowskiej
- Łętkowice – pw. Trójcy Świętej
- Niedźwiedź – pw. św. Wojciecha b. m.
- Niegardów – pw. św. Jakuba Ap.
- Prandocin – pw. św. Jana Chrzciciela
- Radziemice – pw. św. Stanisława b. m.
- Słomniki – pw. Bożego Ciała
- Widoma – pw. św. Piotra i Pawła App.
- Wrocimowice – pw. św. Andrzeja Ap.
- Zielenice – pw. Niepokalanego Poczęcia NMP

## Galeria

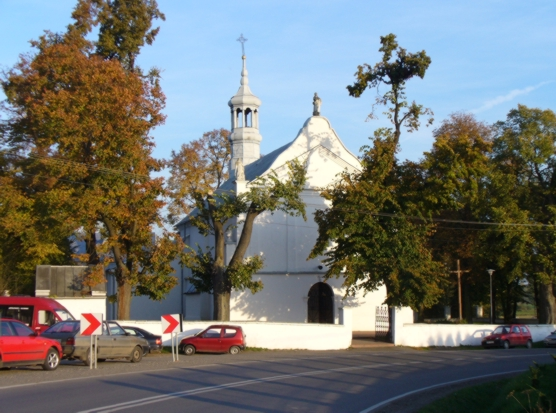
kościół w Niegardowie
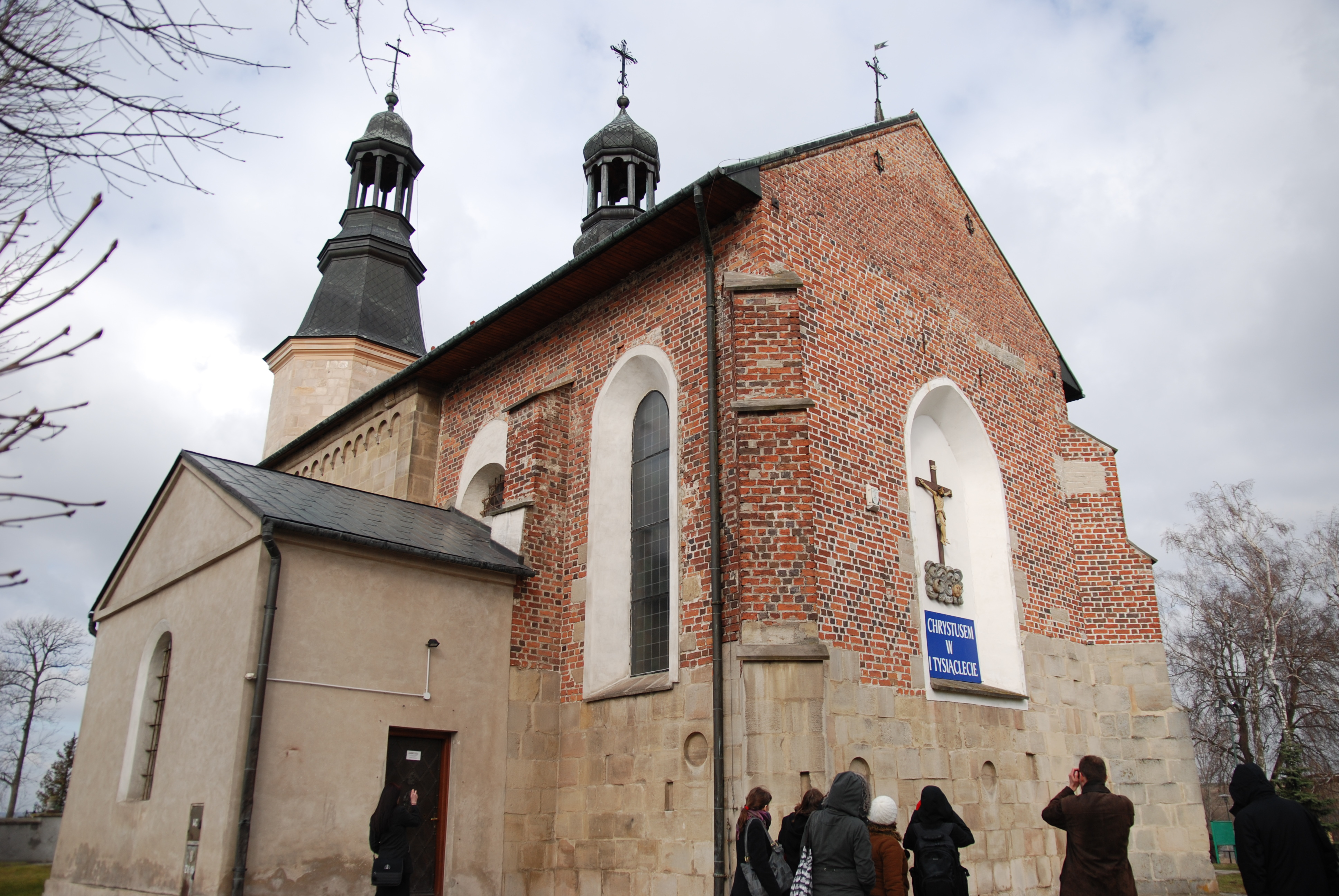
kościół w Prandocinie
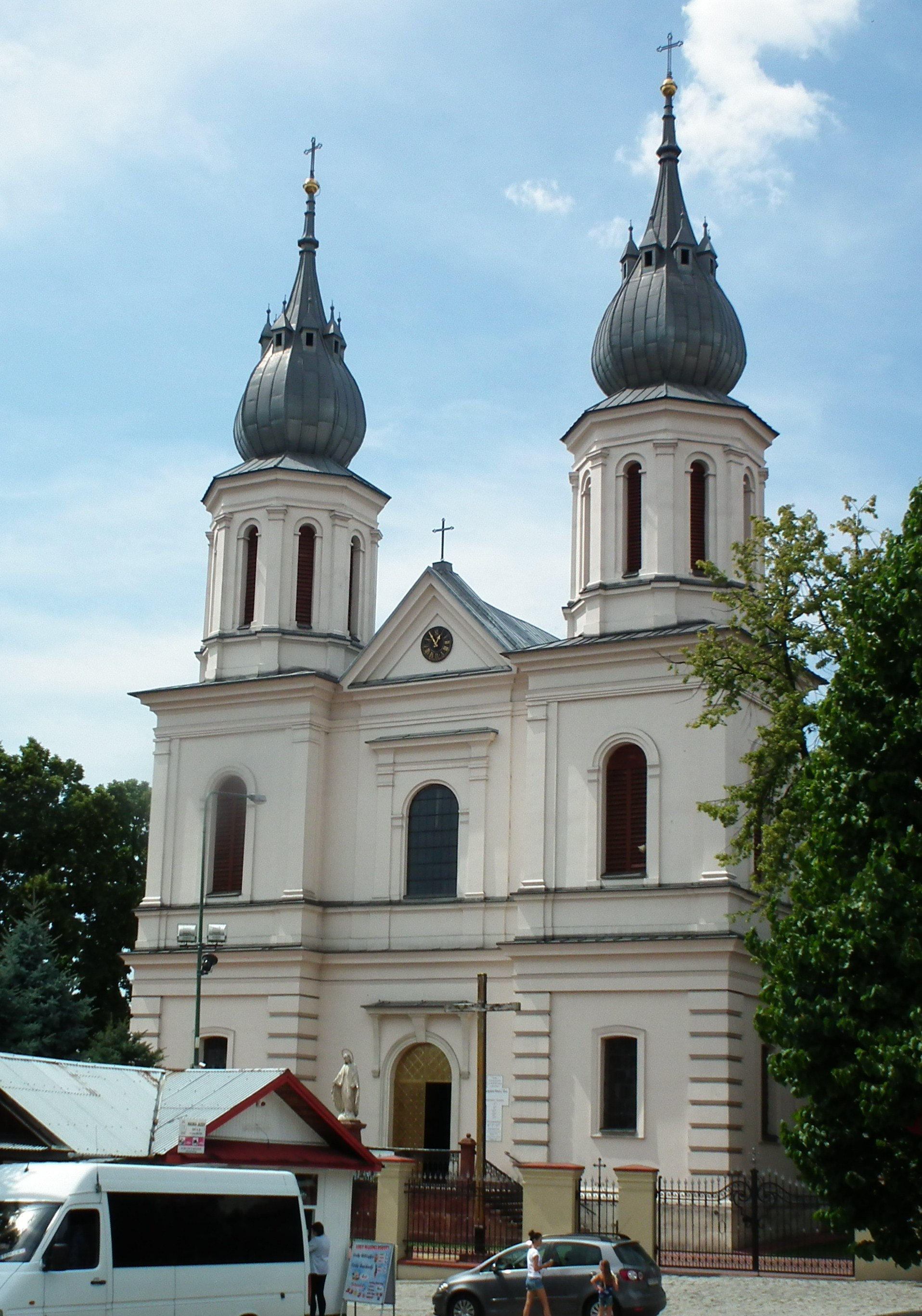
kościół w Słomnikach